# Guerra de Protección Nacional
La guerra de Protección Nacional (en chino tradicional, 护 国 战争; en chino simplificado, 护 国战争), también conocida como guerra a favor de  la Monarquía, fue una guerra civil que tuvo lugar en China entre 1915 y 1916. La causó la proclamación del presidente de la república Yuan Shikai como emperador. Tres años antes, la dinastía Qing había sido derrocada y en su lugar se había establecido la República de China. Tras la declaración de Shikai, caudillos militares como Tang Jiyao, Cai E y Li Liejun declararon la independencia en la provincia de Yunnan. También emprendieron expediciones contra Yuan, cuyo ejército sufrió derrotas que animaron a otras provincias del sur a independizarse. Ante la enorme presión en contra de su entronización, Yuan abdicó. Murió unos meses más tarde.

## Antecedentes
Durante la Revolución de Xinhai, que llevó a la abolición de la monarquía, las provincias se habían comportado como si hubiesen poseído derechos de autonomía. Asumieron la soberanía en su territorio e instauraron Gobiernos regionales. Una de las primeras en unirse a los revolucionarios y establecer un Gobierno separado fue Yunnan, que mantuvo un férreo control de su territorio. Gracias a su proximidad con la frontera de la Indochina francesa, contaba con tropas suficientes como para mantener su autonomía. El nuevo Gobierno nombró entonces al general de división Cai E jefe del ejército provincial. Este expulsó a los militares monárquicos en pocas semanas y afianzó las instituciones de la provincia.
Sospechoso ante Yuan Shikai de tratar de establecer un Estado separado, a comienzos de 1914 fue llamado a Pekín con la excusa de recibir otro cargo provincial del nuevo Gobierno republicano controlado por Yuan. Relegado por el contrario a un puesto administrativo sin poder en la capital, comenzó a confabularse con la oposición a Yuan. Cai, sin embargo, se había mostrado favorable a la centralización administrativa y a la supresión de las asambleas representativas en 1914, pero para 1915 se había desilusionado con los resultados del periodo dictatorial de Yuan.
Al comenzar el movimiento a favor de la restauración monárquica, se mostró a favor de ella para evitar ser arrestado, pero siguió maquinando contra Yuan, siendo vigilado. Logró huir de la capital y trasladarse a Tianjin gracias a una argucia novelesca. Viajó a Japón; reunió a sus compañeros revolucionarios, se trasladó luego a Yunnan (diciembre de 1915) cruzando Hong Kong y siguiendo el ferrocarril francés de Tonkin y se encontró la provincia lista para alzarse contra Yuan Shikai.
El gobernador militar de la provincia, de similar historial que los conspiradores, se les unió. La llegada de Cai aceleró los preparativos contra Yuan que parte de los oficiales del ejército regional habían emprendido en septiembre y favoreció la extensión de la confabulación entre otros oficiales que hasta entonces habían vacilado en oponerse a Yuan.

## La restauración monárquica de Yuan Shikai

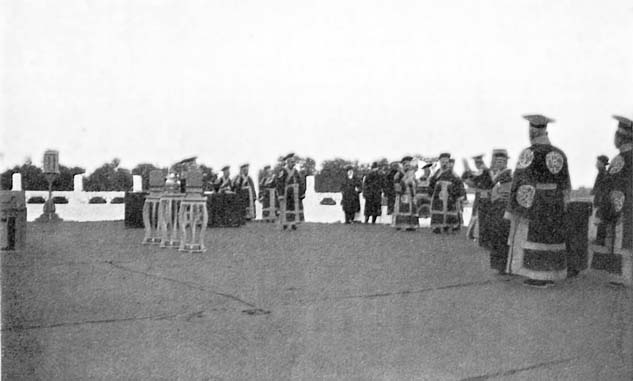
Ritos imperiales restaurados por orden de Yuan Shikai en 1914, en su campaña para restablecer la monarquía en su persona.

Después de que Yuan Shikai planease el asesinato en 1913 de Song Jiaoren, un destacado dirigente del Kuomintang, Sun Yat-sen puso en marcha la segunda revolución (en chino, 二次革命) contra Yuan. Fracasó y Sun se vio obligado a huir a Japón, mientras que su partido fue disuelto. Tras esta revuelta infructuosa, Yuan había apostado guarniciones teóricamente fieles en las principales ciudades del Yangtsé para asegurarse el control de estas provincias clave y evitar un nuevo alzamiento en su contra.
Aprovechando el momento de peligro para China por las reivindicaciones japonesas conocidas como las «Veintiuna exigencias», los partidarios de la monarquía, seguidores de Yuan, comenzaron a defender la conversión de la república en una monarquía constitucional, cuyo monarca sería Yuan. La maniobra se presentó como la salvación del país ante la amenaza japonesa. Liang Qichao, erudito y ministro de Justicia y que los monárquicos deseaban que respaldase el movimiento a favor de la restauración, abandonó su puesto en protesta por los planes de los secuaces de Yuan y se refugió en Tianjin.

Rebelión sucesiva de las provincias contra el gobierno imperial.

Privados del apoyo de Liang, los conspiradores tuvieron que recurrir al senador Yang Du, que durante el periodo imperial había logrado que la corte llamase a Yuan para sofocar la revolución de Xinhai. Semanas después del ultimátum japonés de las Veintiuna exigencias, se presentó la campaña para recabar apoyos para la restauración de la monarquía, con grandes dispendios para asegurar estos.
En agosto Yang publicó un artículo en forma de diálogo en el que reclamaba la restauración, y la campaña monárquica se intensificó. Liang publicó una refutación en septiembre que obligó a Yuan a distanciarse en público del movimiento monárquico.
En octubre el Senado promovió una campaña de peticiones al mismo a través de la Sociedad para El Mantenimiento de la Paz (agrupación monárquica) para mostrarse forzado a aprobar legislación a favor de la restauración. En septiembre una circular secreta a los gobernadores civiles y militares de las provincias les aleccionaba del próximo cambio de régimen, requiriendo su apoyo. El 10 de octubre, fiesta de la república, no fue celebrada por el gobierno, como símbolo del inminente cambio de forma del Estado.
En noviembre se indicó a las provincias que los votantes debían respaldar la restauración, a pesar de la oposición japonesa, expresada el 28 de octubre de 1915, y a comienzos de diciembre la votación de los delegados provinciales había terminado con el resultado exigido por los monárquicos. Como culminación de esta agitación, el senado ofreció el trono a Yuan el 11, que la rechazó. Reiterado el ofrecimiento, el 13 de diciembre de 1915 Yuan la aceptó y se proclamó oficialmente emperador del imperio chino.

## Desarrollo

### Primeros movimientos
En Nankín, el comandante de Yuan en esta ciudad que controlaba el Yangtsé, el general Feng Guozhang, se había mantenido fiel a aquel hasta que su proclamación de la monarquía le hizo criticarlo; se libró por poco de ser asesinado por agentes del nuevo emperador. Feng indicó secretamente a los republicanos su disposición a desertar a su bando en cuanto sus tropas alcanzasen el río. Tras haber averiguado esto, Yuan llamó a Feng a Pekín para nombrarlo jefe del Estado Mayor, para alejarlo de sus tropas en el Yangtsé.
Después de retrasar todo lo posible su partida, Feng indicó a Cai la necesidad de que las tropas de Yunnan comenzasen su avance para no tener que someterse a las órdenes de Yuan, perdiéndose así la oportunidad de ganar por sorpresa las provincias del Yangtsé para el movimiento republicano. Esto obligó a Cai a adelantar la proclamación del alzamiento contra Yuan, impidiéndole hacerlo cuando sus tropas hubiesen atravesado los pasos de montaña con Sichuan y tomado Chungking, lo que hubiese evitado el avance imperial hacia Yunnan con facilidad.
Feng notificó a Yuan que le era imposible acudir a la capital dada la revuelta de Yunnan y la posibilidad de que se alzasen otras provincias, lo que le permitió mantener su cargo y el control de las tropas destinadas a lo largo del río.

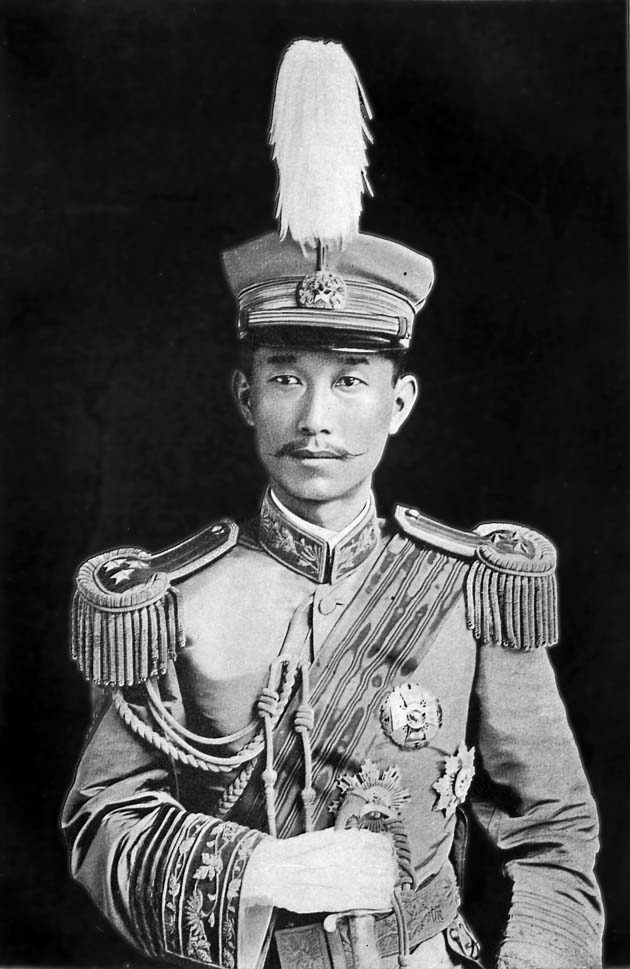
El general Cai E, uno de los sublevados contra Yuan al proclamarse este emperador.

### Rebelión de Yunnan
Tras presentar un ultimátum a Yuan el 24 de diciembre que este desoyó, los caudillos militares Cai E y Tang Jiyao declararon su independencia del Gobierno central el 25 de diciembre de 1915 en la capital provincial, Kunming. Se organizó un «Ejército de Protección Nacional» (el nombre provenía de un templo de la localidad) y comenzó una expedición contra Yuan, cuyos mandos tenían la esperanza de que se sumarían a ella algunas provincias vecinas (Guangxi y Guizhou).
El ejército rebelde se preparó para atacar Sichuan, Hunan y Cantón. Cai dirigía el asalto principal, el de Sichuan, con apenas tres mil hombres frente a la importante guarnición de tropas Beiyang de la provincia, que pronto recibió refuerzos del Yangtsé central por orden de Yuan. En la carrera por controlar Chungking, que contaba con escasas guarniciones fieles a Yuan, las tropas enviadas por este (ochenta mil hombres) ganaron a las de Cai, y entraron en la ciudad antes que los alzados. En los duros combates en la montaña, las fuerzas rebeldes fueron prácticamente aniquiladas.
Cai, sin embargo, utilizaba con efectividad sus escasas fuerzas y logró atraer a su bando a una división entera enemiga a la vez que infligía gran número de bajas a las unidades de Yuan. Recibió además el auxilio de fuerzas irregulares de la provincia, alzadas contra Yuan, que llevaron a cabo amplias acciones de guerrilla.
A la vez que se despachaban las tropas al sur, se movilizaron otros ochenta mil, se creó gran cantidad de títulos nobiliarios para ganarse el favor de personajes claves y se trató de lograr la aquiescencia de las potencias extranjeras, con escaso éxito: muchas de las personalidades rechazaron los nombramientos, conscientes de la debilidad de Yuan, y las potencias se mostraron hostiles a la restauración monárquica. Francia se negó a clausurar la frontera indochina y permitió el paso de armas, pertrechos y personal hacia las posiciones de los rebeldes.

### Situación en el noroeste de China
El gobernador de Sinkiang, Yang Zengxin, era un exfuncionario de la dinastía Qing partidario de la restauración de la monarquía por parte de Yuan Shikai. Yang mandaba miles de tropas musulmanas en la provincia, que gobernaba con la ayuda de una camarilla de oriundos de Yunnan, de donde era originario. Sus subordinados los generales Ma Fuxing y Ma Shaowu también  eran de Yunnan. Cuando algunos de los revolucionarios de esta provincia decidieron unirse a Cai E y rebelarse contra Yang, este los hizo ejecutar en el banquete de año nuevo de 1916, siendo nombrado conde por Yuan Shikai.

### Extensión de la revuelta

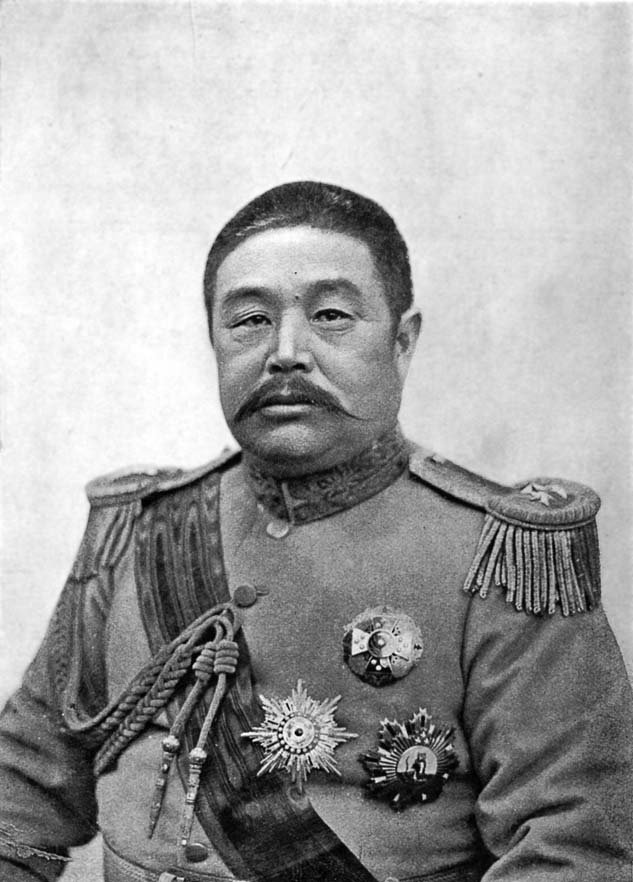
Li Yuanhong, nombrado presidente de la república por la confederación rebelde a mediados de mayo de 1916 para sustituir a Yuan Shikai.

A finales de febrero, la situación financiera del Gobierno central empeoró ante la falta de crédito y comenzó la impresión masiva de moneda para cubrir gastos, mientras que llegaban informes de la revuelta de Guizhou y Guangxi (16 de marzo de 1916) y el gobernador de Cantón se negaba a respaldar al Gobierno imperial.
Crecían además los motines entre las tropas enviadas a Sichuan. Cai logró alcanzar un acuerdo con sus enemigos en esta provincia que garantizaba el control de Sichuan por sus fuerzas. El 23 de febrero, como gesto conciliador, se pospuso indefinidamente la coronación, sin lograr efecto alguno.
Fueron las revueltas de las provincias de Guizhou y Guangxi, que  habían seguido el ejemplo de Yunnan declarando la independencia entre febrero y marzo de 1916, y la falta de respaldo de otras importantes provincias las que salvaron al movimiento republicano. 
Ante esta presión insuperable Yuan Shikai se vio obligado a abdicar el 22 de marzo. Prometió convocar al Parlamento el 1 de mayo, pero su promesa se consideró poco creíble y no detuvo el movimiento en su contra. A finales de abril, cinco provincias (Yunnan, Guizhou, Guangxi, Cantón y Zhejiang) se habían independizado y ocho más (entre ellas Shandong, Hunan, Shanxi, Jiangxi y Jiangsu), se hallaban a punto de hacerlo. Se creó un consejo militar supremo en Cantón, el antiguo Parlamento se preparó para reunirse en Shanghái y los ataques contra los funcionarios del Gobierno de Pekín desataron el pánico de las familias acomodadas de la capital, que comenzaron a abandonarla, temiendo una matanza de partidarios de Yuan.
Comenzó una campaña de presión a Yuan para que dimitiese, que incluyó a algunos de sus antiguos protegidos, como Feng Guozhang; gran número de exiliados opuestos a su régimen comenzaron a regresar a China.
En mayo Sichuan declaró también la independencia y aisló así al ejército imperial en el alto Yangtsé. El 12 de ese mes, los bancos suspendieron pagos, al fracasar el último intento de lograr un préstamo de los Estados Unidos. El día 11 de ese mes, el Gobierno militar de Cantón nombró presidente al vicepresidente y la conferencia de Nankín, presidida por Feng, acabó respaldando el retiro de Yuan, quien se había mostrado dispuesto a retirarse si recibía garantías sobre su vida y hacienda.

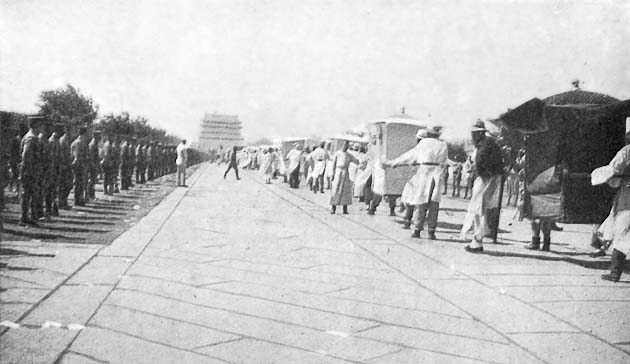
Funeral de Yuan Shikai el en Pekín.

A finales de mayo, el Gobierno central se hallaba en descomposición: Yuan era incapaz de gobernar y las tropas de Zhang Xun, famosas por su brutalidad, sostenían el régimen. Un último intento de trasladar tropas leales de las provincias que no se habían rebelado fracasó, lo que restringió la autoridad del Gobierno a los alrededores de la capital.
En la situación de desorden creciente y con el funcionariado de la capital en rebeldía, Yuan falleció el 6 de junio de uremia, a los 56 años de edad. Menos de una hora después, el antiguo protegido de Yuan y secretario de Estado, Duan Qirui, acudió a ver a Li Yuanhong y lo reconoció como presidente. A la una de la tarde, se informó a las embajadas extranjeras de la toma de posesión. La Guerra de Protección Nacional se declaró un éxito y las provincias rescindieron sus declaraciones de independencia.
Ante la negativa de los caudillos del norte de convocar al Parlamento de 1913, la Marina se mantuvo del lado de la confederación de provincias sureñas, impidiendo al Gobierno de Pekín tomar el control de los territorios de Yangtsé. Finalmente se llegó a un acuerdo de gobierno de coalición entre representantes del norte y del sur, pero sin recuperar al Parlamento de 1913, lo que produjo la rebelión de Sun Yat-sen. Duan Qirui permaneció como primer ministro —cargo que había retomado en abril— y acabó formando en torno suyo la camarilla de Anhui.

## Consecuencias

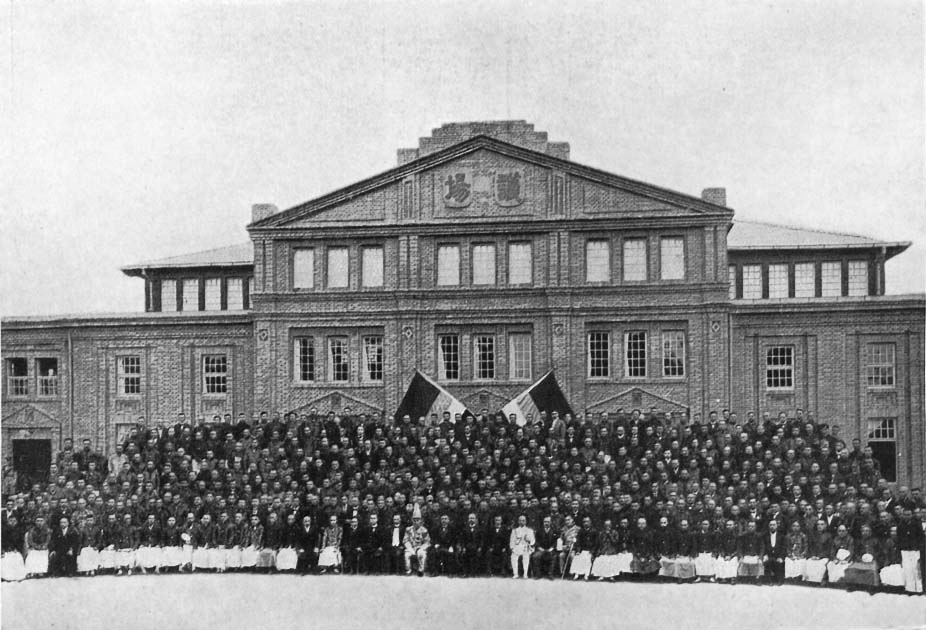
Reapertura del Parlamento el, tras tres años de gobierno autoritario de Yuan Shikai.

La guerra de Protección Nacional representó el comienzo de la separación entre el norte y el sur tras la creación de la República de China y la división del norte entre diversas camarillas militares, centros rivales de poder.
En el sur, las provincias nunca ocupadas por tropas Beiyang formaron un frente relativamente unido frente al norte. En el este, se formaron tres camarillas militares principales: la de Anhui en torno a Duan Qirui; la de Zhili de Feng Guozhang y sus partidarios en el Yangtsé; y la de  Fengtian en Manchuria, encabezada por Zhang Zuolin.
Yuan Shikai, presidente legítimo de la República, vio frustrado su intento de convertirse en emperador por la oposición militar de las provincias del sur. Incluso después del final de la monarquía efímera de Yuan, el gobierno de Beiyang en Pekín no fue capaz de restablecer el control sobre los caciques militares de las provincias del sur.
Después de la muerte de Yuan Shikai, el gobierno de Beiyang perdió su poder a manos de los caudillos militares de las provincias y comenzaron las luchas internas entre las camarillas dentro del gobierno de Beiyang, mientras que Sun Yat-sen establecía un Gobierno paralelo del Kuomintang en Guangzhou, en el extremo sur, lo que desencadenó la guerra de Protección de la Constitución.
La época de los caudillos militares que comenzó con la derrota de Yuan duró teóricamente hasta la reunificación china de 1928, consecuencia del triunfo de la Expedición al Norte de Chiang Kai-shek, aunque perduró en realidad hasta la victoria comunista en 1949, dando lugar a innumerables enfrentamientos entre los caudillos militares como la guerra de las Planicies Centrales y muchos otros enfrentamientos menores antes del inicio de la segunda guerra sino-japonesa.